# World Kickboxing Network
World Kickboxing Network w skrócie WKN – organizacja promująca głównie kick-boxing na szczeblu amatorskim i zawodowym oraz w mniejszym stopniu boks oraz MMA. Aktualnym prezydentem WKN jest Stephane Cabrera.

## Informacje
Organizacja powołana do życia w 1994 jako spółka zależna od International Sport Karate Association. W 1998 odłączyła się od ISKA,  rozpoczynając samodzielną działalność. Do największych i najważniejszych imprez organizowanych przez WKN należy: Puchar Świata, Puchar Europy oraz turnieje z cyklu Grand Prix, poza tym WKN jest patronatem wielu mniejszych gal i turniejów na całym świecie.
WKN podobnie jak inne organizacje promujące kickboxing, nadaje mistrzowskie tytuły na kilku szczeblach amatorskich oraz zawodowych. Najważniejszym profesjonalnym tytułem jest Mistrzostwo Świata, w czterech różnych formułach: full contact, kickboxing, oriental rules oraz muay thai. Zaraz po tym jest Mistrzostwo Europy również do zdobycia w czterech formułach. Dla początkującego kickboksera który rozpoczyna swoją karierę z tym sportem jest amatorski tytuł mistrzowski WKN. 
Poza promocją kickboxingu na której WKN się skupia, wspierany jest również zawodowy boks pod postacią turniejów Bigger's Better oraz MMA, gdzie przydzielane są tytuły mistrzowskie w tejże formule walki.
W 1994, Polak Cezary Podraza został pierwszym w historii mistrzem świata WKN. Pokonał wtedy Marka Watersa z Wielkiej Brytanii na gali w Katowicach.

## Mistrzowie
- Aktualni Mistrzowie Świata WKN
- Aktualni Mistrzowie Europy WKN

## Kategorie wagowe
World Kickboxing Network ustanowiło osiemnaście kategorii wagowych w których zawodnicy mogą rywalizować:
- Musza (-53,5 kg)
- Super musza (-54,9 kg)
- Kogucia (-56,7 kg)
- Super kogucia (-58,5 kg)
- Piórkowa (-60,3 kg)
- Super piórkowa (-62,1 kg)
- Lekka (-64,4 kg)
- Super lekka (-66,7 kg)
- Półśrednia (-69,9 kg)
- Super półśrednia (-72,6 kg)
- Średnia (-76,2 kg)
- Super średnia (-79,4 kg)
- Półciężka (-82,1 kg)
- Super półciężka (-85,5 kg)
- Junior ciężka (-88,5 kg)
- Super junior ciężka (-92,5 kg)
- Ciężka (-96,6 kg)
- Super ciężka (+96,6 kg)

## Reguły i zasady
- Reguły walki w poszczególnych formułach (ang). worldkickboxingnetwork.com. [zarchiwizowane z tego adresu (2016-03-24)].